# Platyrhinoidis
Platyrhinoidis é um género de peixe da família Platyrhinidae.
Este género contém as seguintes espécies:
- Platyrhinoidis triseriata